# هاري ريتشارد لانديس
هاري ريتشارد لانديس (بالإنجليزية: Harry Richard Landis)‏ هو عسكري أمريكي، ولد في 12 ديسمبر 1899 في مقاطعة ماريون في الولايات المتحدة، وتوفي في 4 فبراير 2008 في Sun City Center, Florida ‏ في الولايات المتحدة.